# Supergrips
Supergrips (in Staffel 1 Grips) war ein Schnellratespiel, das von 1988 bis 1995  vom Bayerischen Rundfunk produziert und im Bayerischen Fernsehen und in anderen dritten Programmen ausgestrahlt wurde. Bei dem Spiel traten zunächst je zwei verschiedene bayerische Städte mit ihren Schülern gegeneinander an. Ab 1992 beteiligte sich der Mitteldeutsche Rundfunk als Produktionspartner, von da an nahmen auch Schulen aus Sachsen-Anhalt, Sachsen und Thüringen an der Sendung teil.

## Spielprinzip
Das Spielfeld bestand aus Feldern mit den Buchstaben des Alphabets, die gesuchte Antwort zur jeweiligen Frage begann immer mit dem Anfangsbuchstaben des jeweiligen Feldes. Durch Beantwortung von Fragen der Form „Welches K ist …?“ musste man versuchen, hexagonale Felder in der eigenen Farbe zu erobern, um damit zwei gegenüberliegende Ufer der eigenen Farbe zu verbinden. Es schloss sich meist eine Schnellraterunde mit sich verkürzendem Zeitlimit an.
Eine besondere Eigenheit der Sendung war, dass immer ein Schüler der einen Schule gegen zwei Schüler der anderen Schule spielte. Nach mehreren gewonnenen Runden gab es zunehmend wertvollere Sachpreise zur Auswahl oder die sogenannte Wundertüte, hinter der sich Preise vom Motorroller bis hin zu einem Citroën 2CV verbargen.

## Produktion
Moderiert wurde die Sendung zunächst von Frank Laufenberg, der auch ein Quizbuch zur Sendung herausgab, und danach von Ingo Dubinski. Insgesamt wurden 448 Sendungen produziert, davon moderierte Frank Laufenberg die ersten 248 und Ingo Dubinski die restlichen 200.
Regie führte Hans-Klaus Petsch; dessen Spezialität waren die kurzen Einspielfilme zu den Preisen, in denen er sehr selbstironisch oft auch selbst zu sehen war. Die Preispräsentation übernahm die Radiomoderatorin Bettina Stummeyer, später Anke Böhm.
Die Grafik wurde durch einen Amiga-Heimcomputer gestaltet und für alle sichtbar auf eine Leinwand projiziert.

## Ähnliche Shows
Eine ähnliche Show gab es auch im Schweizer Fernsehen SF2. Sie lief als Blockbusters von 1997 bis 1999 und wurde von Sven Epiney moderiert. Blockbusters ist übrigens auch der Name der Originalversion, die von 1980 bis 1982 und 1987 im amerikanischen Fernsehen lief.